# Fanny Mendelssohn
Fanny Mendelssohn (ur. 14 listopada 1805 w Hamburgu, zm. 14 maja 1847 w Berlinie) – kompozytorka i pianistka niemiecka, siostra Feliksa Mendelssohn-Bartholdy’ego.

## Życiorys
Urodzona w Hamburgu, podobnie jak jej bardziej znany brat wykształciła się muzycznie i, tak jak on, jako dziecko okazywała niezwykłe umiejętności muzyczne. Zaczęła komponować, jednak jej możliwości publicznego występowania w roli pianistki i kompozytorki były mocno ograniczone przez jej pozycję społeczną, płeć, a także sprzeciw ze strony ojca i brata.
W 1829 r. wyszła za mąż za malarza Wilhelma Hensela, który wspierał jej talent kompozytorski. Później, jej utwory grano wraz z utworami brata w rodzinnym domu w Berlinie, na odbywających się tam bardzo popularnych koncertach.
Jako pianistka, Fanny wspierała kompozycje brata. Jej publiczny debiut na pianinie miał miejsce w 1838 r., kiedy zagrała Piano Concerto No. 1 autorstwa Feliksa Mendelssohn-Bartholdy’ego.
Skomponowała około 500 utworów, w tym około 120 utworów na fortepian, pieśni, kompozycje kameralne, kantaty i oratoria. Sześć z jej pieśni zostało początkowo opublikowanych pod nazwiskiem Feliksa w jego 8 i 9 kolekcji. Jej kompozycje pianistyczne były z sukcesami rozwijane przez brata, chociaż wielu uczonych wierzy, że były to utwory Fanny, która pierwsza zajęła się tym gatunkiem muzyki.
Fanny Mendelssohn-Hensel zmarła nagle w Berlinie w 1847 r., podczas przygotowań do domowego wykonania kompozycji brata.